# Хејвард (Висконсин)
Хејвард (енгл. Hayward) град је у америчкој савезној држави Висконсин.

## Демографија
По попису из 2010. године број становника је 2.318, што је 189 (8,9%) становника више него 2000. године.
| Група             | 2000.         | 2010.         |
| Белци             | 1.895 (89,0%) | 1.905 (82,2%) |
| Афроамериканци    | 3 (0,1%)      | 10 (0,4%)     |
| Азијати           | 14 (0,7%)     | 22 (0,9%)     |
| Хиспаноамериканци | 18 (0,8%)     | 59 (2,5%)     |
| Укупно            | 2.129         | 2.318         |